# فيديل فيتا
فيديل فيتا كولومي (بالإسبانية: Fidel Fita Colomé)‏، هو عالم آثار اسباني، وفيلولوجي، ومؤرخ، ومتخصص في النقوش. من مواليد 31 ديسمبر 1835 في أرينيس دي مار - توفي في 13 يناير 1918 في مدريد. كان رئيس تحرير نشرة الأكاديمية الملكية للتاريخ.